# Abdul Salam Al-Mukhaini
Abdul Salam Amur Juma Al-Mukhaini, általában csak Abdul Salam Al-Mukhaini, arabul: عبدالسلام بن عامر المخيني (Maszkat, 1988. április 7. – Maszkat, 2025. január 21.) válogatott ománi labdarúgó, hátvéd.

## Pályafutása
2008 és 2011 között az Al-Oruba labdarúgója volt. 2011 és 2013 között a szaúdi Er-Ráíd játékosa volt, de közben 2013–14-ben kölcsönben az emírségekbeli Baniyas csapatában szerepelt. 2014 és 2016 között ismét az Al-Oruba labdarúgója volt. Közben, 2015-ben kölcsönben a kuvaiti Kuwait SC együttesében játszott. 2016-től haláláig a Dofar Klub játékosa volt.
2009 és 2025 között 70 alkalommal szerepelt az ománi válogatottban és egy gólt szerzett. Tagja volt a 2015-ös Ázsia-kupán részt vevő csapatnak.